# Hans Schwanda
Hans Schwanda (* 3. August 1904 in Wien; † 25. Juni 1983 ebenda) war ein österreichischer Alpinist und Sachbuchautor über Berg- und Schitouren. 

## Leben
Als erster Österreicher nach dem Kriegsende 1945 organisierte und leitete Hans Schwanda eine Hochgebirgsexpedition in den Kaukasus, mit der er auf bergsteigerischer Ebene auch zu einer Ost-West-Völkerverständigung beitrug. Für seine Leistungen erhielt er das Silberne Verdienstzeichen der Republik Österreich. 
1949 gründete er in der Innenstadt von Wien ein Spezialgeschäft für traditionelle Bergsportarten (incl. Skitouren) und wetterfeste Bekleidung, in dem er noch bis ins hohe Alter tätig war. Er wurde am Hernalser Friedhof bestattet.
Schwanda schrieb einige Bücher zu Berg- und Skitouren sowie viele Berichte und Geschichten dazu.

## Zitate
- „Die größte Kunst beim Bergsteigen ist, dass man dabei auch alt wird.“

## Werke
- Das deutsche Berg- und Skilied, Wien 1935
- Ski-Heil!, Wien 1950
- Skiglück vom Wienerwald bis zum Dachstein, Wien 1965
- Skiglück in den Tauern, Salzburg 1967
- Die fidele Kletterzunft, Salzburg, Stuttgart, Zürich 1973
- Ferne Berge, lockende Ziele, Salzburg, Stuttgart, Zürich 1973
- Er und sie laufen Schi, Salzburg, Stuttgart, Zürich 1974
- Das Gesäuse,  München 1990